# St.-Michaelis-Kirche (Rühle)

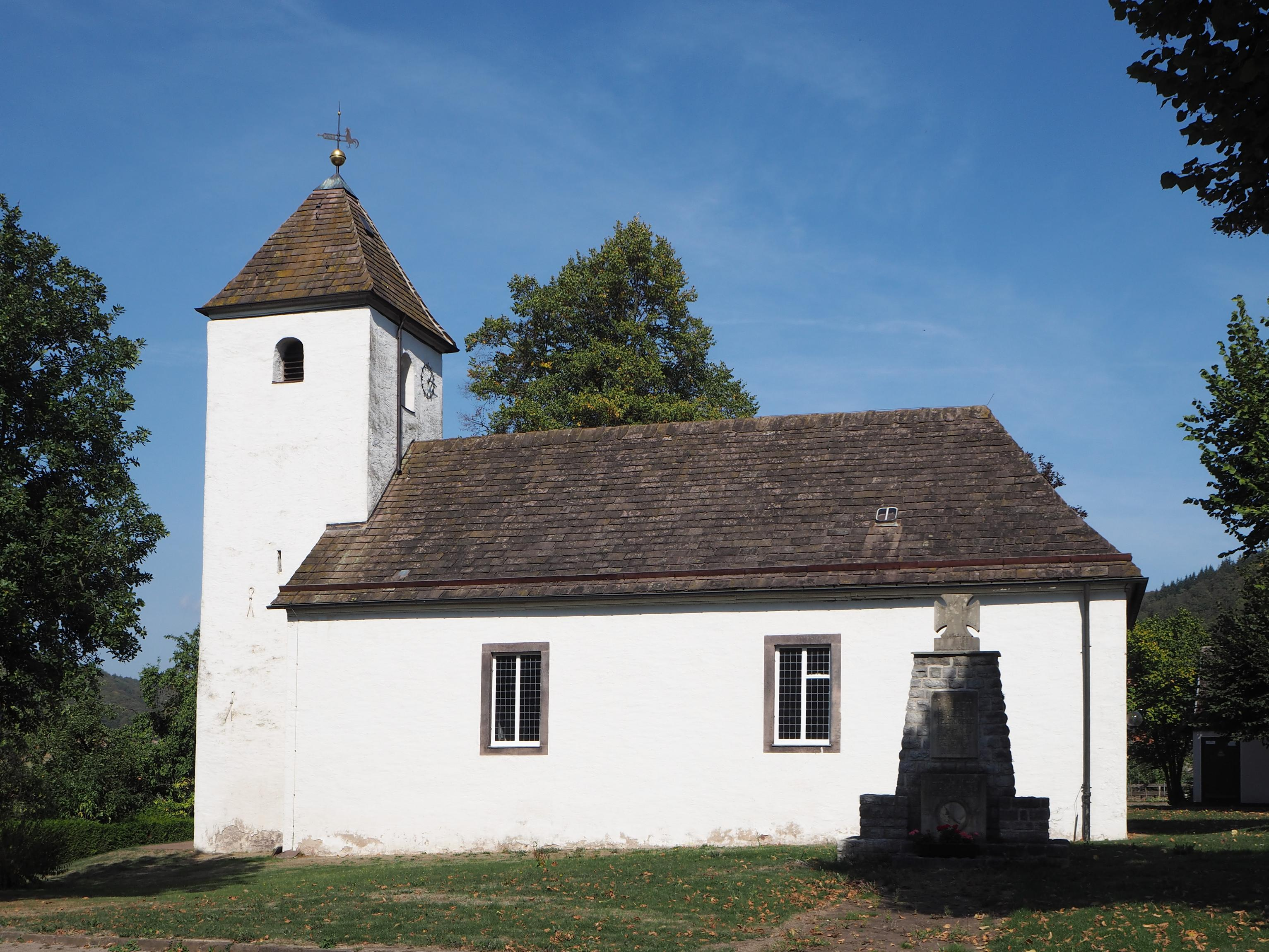
St.-Michaelis-Kirche

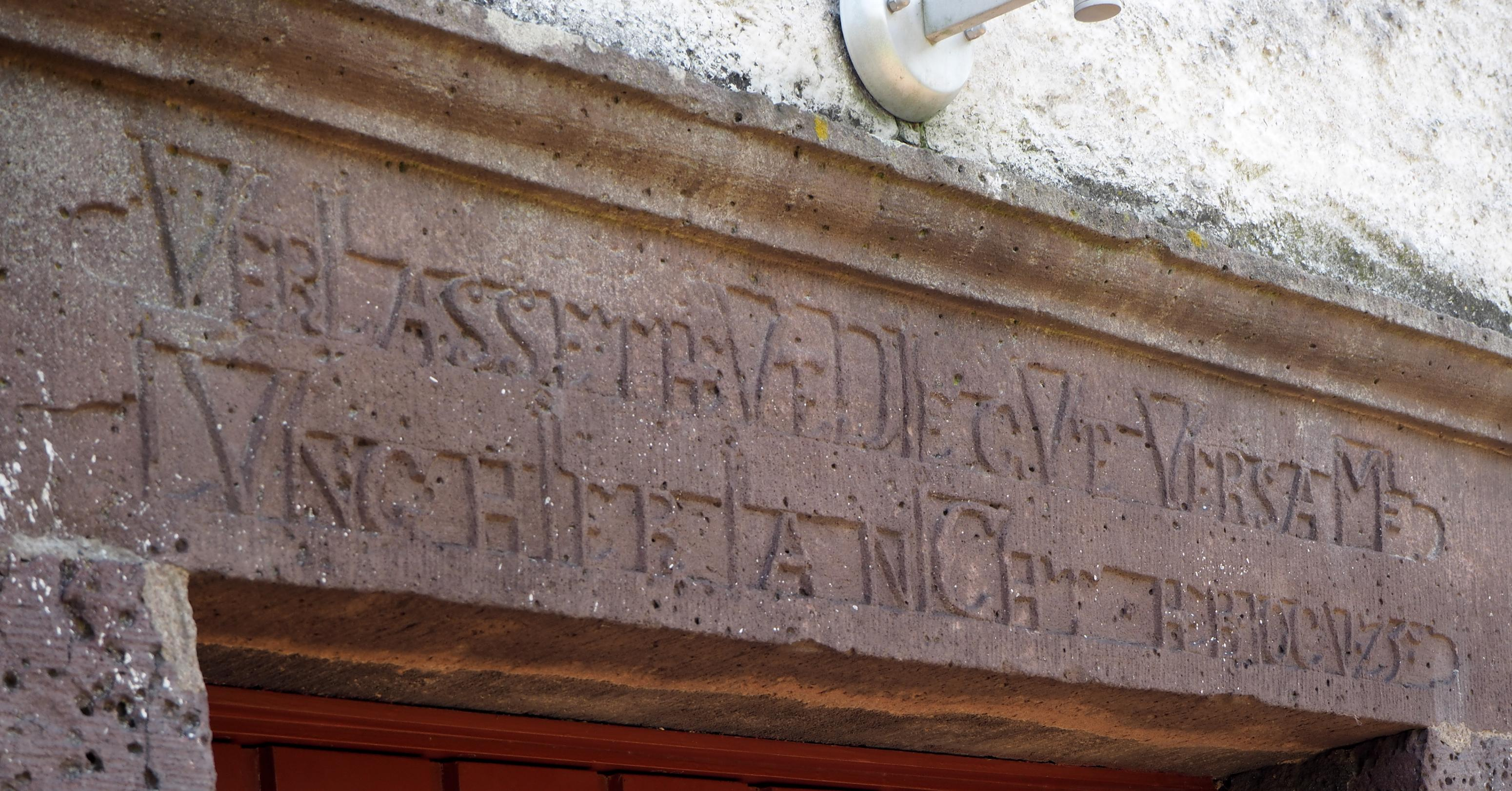
Chronogramm: VerLasset heVte DIe gVte VersaMLVng hIer Ia nICht. Heb. 10 C. V. 25 (1729)

Die evangelisch-lutherische St.-Michaelis-Kirche steht in Rühle, einem Ortsteil der Stadt Bodenwerder im Landkreis Holzminden in Niedersachsen. Die Kirche gehört zur Kirchengemeinde Rühle-Dölme im Kirchenkreis Holzminden-Bodenwerder im Sprengel Hildesheim-Göttingen der Evangelisch-lutherischen Landeskirche Hannovers.

## Beschreibung
Die verputzte Saalkirche hat einen quadratischen, mit einem Pyramidendach bedeckten Kirchturm im Westen aus Bruchsteinen, der noch romanischen Ursprungs ist. Die Klangarkade des Turms nach Osten ist als Biforium gestaltet. Daneben befindet sich das Zifferblatt der Turmuhr. Im Dreißigjährigen Krieg war das Kirchenschiff noch im Rohbau und konnte für Gottesdienste nicht genutzt werden. Die Jahreszahl 1729 im Chronogramm über dem Portal im Westen des Turms bezieht sich auf den Bau des Kirchenschiffs. Die Fertigstellung ist erst 1740 dokumentiert. Das Kirchenschiff ist mit einem nach Osten abgewalmten Satteldach bedeckt. 
Zur Kirchenausstattung gehören ein barocker Kanzelaltar mit Statuetten der vier Evangelisten und ein mittelalterliches Taufbecken.